# Emicídio
Emicídio é a segunda mixtape do rapper brasileiro Emicida. Seu lançamento ocorreu em 15 de setembro de 2010 pela gravadora independente Laboratório Fantasma.
O primeiro single, Avua Besouro foi divulgado em fevereiro, pouco antes do lançamento do EP Sua Mina Ouve Meu Rep Tamém. Em 13 de agosto foi divulgado o single "Emicídio", que contou com a produção de Renan Samam e foi disponibilizado para download digital pelo MySpace do rapper. Em 10 de setembro lançou dois novos sons: Que se Faz e Sabe.
A lista de músicas oficial e a capa da mixtape foi divulgada no dia 12 de setembro.

## Faixas
| N.º | Título                                                                          | Duração |  |
| 1.  | "E agora?" (Emicida/CASP)                                                       | 3:20    |  |
| 2.  | "Cê lá faz ideia" (Emicida/Laudz)                                               | 2:18    |  |
| 3.  | "Rinha (já ouviu falar?)" (Emicida/Skeeter)                                     | 2:07    |  |
| 4.  | "Isso não pode se perder" (Emicida/Base MC)                                     | 3:50    |  |
| 5.  | "Santo Amaro da Purificação" (Emicida/Casp/Evandro Fióti/Toca Mamberti/Curumim) | 2:45    |  |
| 6.  | "Então Toma!" (Emicida/Renan Samam)                                             | 2:46    |  |
| 7.  | "Emicídio" (Emicida/Renan Saman/DJ Nyack)                                       | 3:24    |  |
| 8.  | "Santa Cruz" (Emicida/Nave/DJ Nyack)                                            | 3:43    |  |
| 9.  | "Velhos Amigos" (Emicida/Skeeter)                                               | 3:43    |  |
| 10. | "Rua Augusta" (Emicida/Casp)                                                    | 2:33    |  |
| 11. | "I Love Quebrada" (Emicida/Casp)                                                | 3:36    |  |
| 12. | "Eu Gosto Dela" (Emicida/Casp/Renan Saman/Evandro Fióti/Toca Mamberti/Cohen)    | 3:17    |  |
| 13. | "Só mais uma noite" (Emicida/Zegon/Evandro Fióti)                               | 3:09    |  |
| 14. | "De onde cê vem?" (Emicida/DJ Willian/Kamau)                                    | 4:22    |  |
| 15. | "Um final de semana" (Emicida/DJ Nyack/Evandro Fióti)                           | 2:52    |  |
| 16. | "Novo nego véio" (Emicida/Dario)                                                | 2:41    |  |
| 17. | "Avua Besouro" (Emicida/Felipe Vassão/Maurício Canezzin)                        | 3:49    |  |
| 18. | "Beira de piscina" (Emicida/Casp/Rael da Rima)                                  | 3:48    |  |